# Plaza de toros de Badajoz
La plaza de toros de Badajoz, también conocida como Plaza de Pardaleras, es una Plaza de toros que alberga una de las ferias taurinas más importantes de Extremadura, durante la Feria de San Juan, y se encuentra en la ciudad de Badajoz (España). Inaugurada el 24 de junio de 1967, es la plaza más grande de la región con un aforo de 13 000 localidades.
La antigua plaza de toros de Badajoz, junto al Baluarte de San Roque, fue inaugurada en 1859 (con antecedentes en 1817), demoliéndose en el año 2000 para construir en su misma ubicación el Palacio de Congresos de Badajoz. Conocida por ser escenario de una de las mayores matanzas producidas durante la Guerra Civil Española, la "Masacre de Badajoz".
La fiesta de toros en Badajoz tiene sus antecedentes en 1287.

## Historia

### Antecedentes
En 1287 se celebra la primera fiesta de toros en Badajoz para realzar el encuentro entre el rey Dionís de Portugal y su hermano don Alfonso. En siglos sucesivos se siguen celebrando fiestas reales en Badajoz, y no faltan los toros como principal acto popular: en el año 1383, para festejar la boda de Juan I de Castilla con la hija del rey de Portugal, Fernando I; en 1455, con motivo de la visita de la infanta doña Juana de Portugal prometida de Enrique IV, y luego en 1729, 1747, 1789, 1816, 1833 y 1846, siempre con la ocasión de fiestas reales.
La primera plaza estable pero no fija en Badajoz, se inaugura el 17 de agosto de 1817. Estaba situada en la plaza de la Ronda, frente a calle Moraleja. Actuaron para la ocasión los diestros Juan García Nuñez “El Quemao” y Luis Ruiz “El Sombrerero”, que estoquearon reses de Miguel Huebero, José de la Peña y José Frias.

### Antigua Plaza de Toros de Badajoz (1859-2000)
La segunda, plaza fija ya construida, se comienza a construir por iniciativa privada en 1858. El 14 de agosto de 1859 se inauguraba la flamante plaza con un aforo para 9000 espectadores. El primer cartel estaba compuesto por toros de Manuel Suérez para José Carmona y José Ponce. Ese mismo cartel se repitió al día siguiente, y Carmona dio oportunidad a su hermano, Antonio Carmona, el Gordito, una gran figura de su época, que recibió su bautismo artístico en Badajoz. La célebre plaza se utilizó, desde el 14 de agosto de 1936 y durante unos días, como campo de concentración de prisioneros republicanos y conocida por ser escenario de una de las mayores matanzas producidas durante la Guerra Civil Española (la "Masacre de Badajoz"). Fue demolida en el año 2000, construyéndose en su lugar el Palacio de Congresos de Badajoz.

### Nueva Plaza de Toros de Badajoz (1967-actualidad)
Francisco Camino, Francisco Rivera "Paquirri" y Pedro Benjumea con toros de Martínez Elizondo fueron los que conformaban el cartel de inauguración de la Nueva Plaza de Toros de Badajoz, el 24 de junio de 1967. Destaca por su comodidad, de fácil desalojo y sin Puerta Grande por donde se supone han de salir los toreros triunfadores. Cuenta con la particularidad de poseer una cuadra especial para los caballos de los rejoneadores, así como sus correspondientes gradas, tendidos, barreras y con instalaciones a personas con discapacidad física.

### Vídeos
- Plaza de Toros de Badajoz, Feria de San Juan, 22 de junio de 2017

- Datos: Q24023614
- Multimedia: Plaza de toros de Badajoz / Q24023614